# Słownik wyrazów obcych Amszejewicza

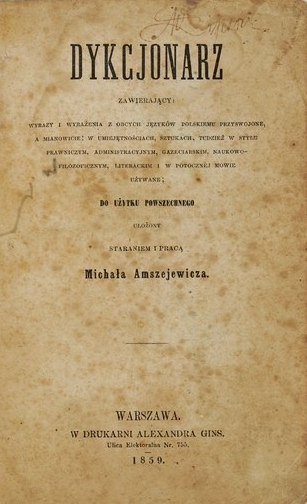
Strona tytułowa 1. wydania

Słownik wyrazów obcych Amszejewicza – słownik wyrazów pochodzenia obcego w języku polskim autorstwa Michała Amszejewicza z roku 1859.
Materiał językowy pochodzi w dużym stopniu z ekscerpcji polskich tekstów literackich. Niektóre hasła i cytaty przejął autor ze słownika Lindego, a również z innych słowników, w tym ze słownika polsko-francuskiego  z 1839 roku. Wbrew ówczesnej praktyce autor po części ujawnił wykorzystane źródła leksykograficzne, stosując odpowiednie oznaczenia skrótowe.

## Lematyzacja
Słownik liczy ponad 15 000 artykułów hasłowych i był największym objętościowo słownikiem zapożyczeń do czasów czwartej edycji słownika Michała Arcta (1904).  80% haseł stanowią typowe zapożyczenia wyrazowe, reszta to derywaty od zapożyczeń utworzone już na gruncie języka polskiego, np. amortyzowanie, historyczność,  hipokrytka. Według obliczeń Elżbiety Skorupskiej-Raczyńskiej 12 644 wyrazów hasłowych to monosemy (a więc wyrazy z jednym tylko znaczeniem), 2 380 haseł wykazuje dwa lub więcej (do siedmiu) znaczeń.
Najliczniej reprezentowane  są zapożyczenia z łaciny i greki, które liczą 7150 wyrazów (49%  zasobu słownika), dalej zapożyczenia z francuskiego:  1600 haseł (10,6%), z włoskiego- 1100 haseł (7,3%). Mniej liczne są orientalizmy (450, 3%), iberyzmy (150, 1%), anglicyzmy (133, 0,9%).  Również udział germanizmów nie jest duży. Z języka niemieckiego pochodzą 633 leksemy, w tym 511 wyrazów hasłowych monosemicznych oraz 122 hasła polisemiczne. Dotyczą one takich dziedzin jak: budownictwo, bednarstwo, drukarstwo, ślusarstwo, wojsko, handel, finanse.
Słownik rejestruje słownictwo zapożyczone starsze, ale również nowsze, przejęte do polszczyzny w pierwszej połowie XIX wieku, jak anglicyzmy: buldog, ferma. Materiał leksykalny dotyczy m.in. terminologii różnych dyscyplin naukowych, w tym humanistyki, nauk przyrodniczych, medycyny, techniki itp. Dykcjonarz zawiera liczne profesjonalizmy (słownictwo typowe dla danej grupy zawodowej) , słownictwo rzemieślnicze, słownictwo szkolne, kolokwializmy, regionalizmy.  

## Mikrostruktura słownika
Artykuł hasłowy zawiera informację etymologiczną, dalej znaczenie lub znaczenia wyrazu hasłowego, począwszy od znaczenia ogólnego do znaczeń szczegółowych. Dykcjonarz Amszejewicza jest pierwszym w historii polskiej leksykografii wyrazów obcych słownikiem, którego autor podjął próbę wskazania genezy zarejestrowanych wyrazów hasłowych.
Informacja o pochodzeniu zwykle ograniczona jest do podania źródła zapożyczenia (np. gulasz – z węg.), rabat (z włos.), jednak w niektórych przypadkach jest ona poszerzona o podanie formy wyrazu źródłowego,  np. warsztat (z niem. Werkstatt). Sporadycznie zamieszczone są  treści historyczne i kulturowe.
Objaśnienie znaczenia polega najczęściej na podaniu wyrazów bliskoznacznych (synonimów). 
Autor zastosował liczne kwalifikatory, podane (po raz pierwszy w polskiej leksykografii wyrazów obcych) w formie skrótów, rzadziej w formie opisowej. W sumie w słowniku znajdują  się 83 kwalifikatory skrótowe, w tym 57 kwalifikatorów terminologicznych (np. aryt. – arytmetyczne, archit. – architektura), 11 ekspresywno-stylistycznych (np. żart. – żartobliwie, obraźl. - obraźliwie), 9 normatywnych (np. niewł. – niewłaściwie), ponadto kwalifikatory chronologiczne (np. arch. – archaizm), geograficzne (np. prow. – prowicjonalny) i społeczno-środowiskowe (młodz. – młodzieżowy). Razem w ten sposób wyróżniono ponad 3 740 jednostek leksykalnych. 

## Znaczenie słownika
Sposób oznaczania za pomocą skrótów dla kwalifikatorów wykorzystali i rozpropagowali w swojej praktyce leksykograficznej późniejsi słownikarze, a szczególnie autorzy Słownika wileńskiego. tworząc podstawy nowoczesnej leksykografii. Jednak teza Skorupskiej-Raczyńskiej, że słownik Amszejewicza był jednym ze źródeł słownika wileńskiego,  nie broni się w świetle najnowszych badań.